# Hertella
Hertella is een geslacht van korstmossen behorend tot de familie Placynthiaceae. De typesoort is Hertella subantarctica. De geslachtsnaam Hertella is ter ere van Hannes Hertel (geb. 1939), een Duitse botanicus (mycologie, lichenologie en bryologie), taxonoom, curator van korstmossen/bryophyten en voormalig directeur van de Botanische Staatssammlung München.

## Soorten
Volgens Index Fungorum bevat het geslacht drie soorten (peildatum maart 2024):
| Soortnaam              | Auteur(s) | Publicatiejaar |
| ---------------------- | --------- | -------------- |
| Hertella chilensis     | Henssen   | 1985           |
| Hertella neozelandica  | Henssen   | 2004           |
| Hertella subantarctica | Henssen   | 1985           |